# Шимский район

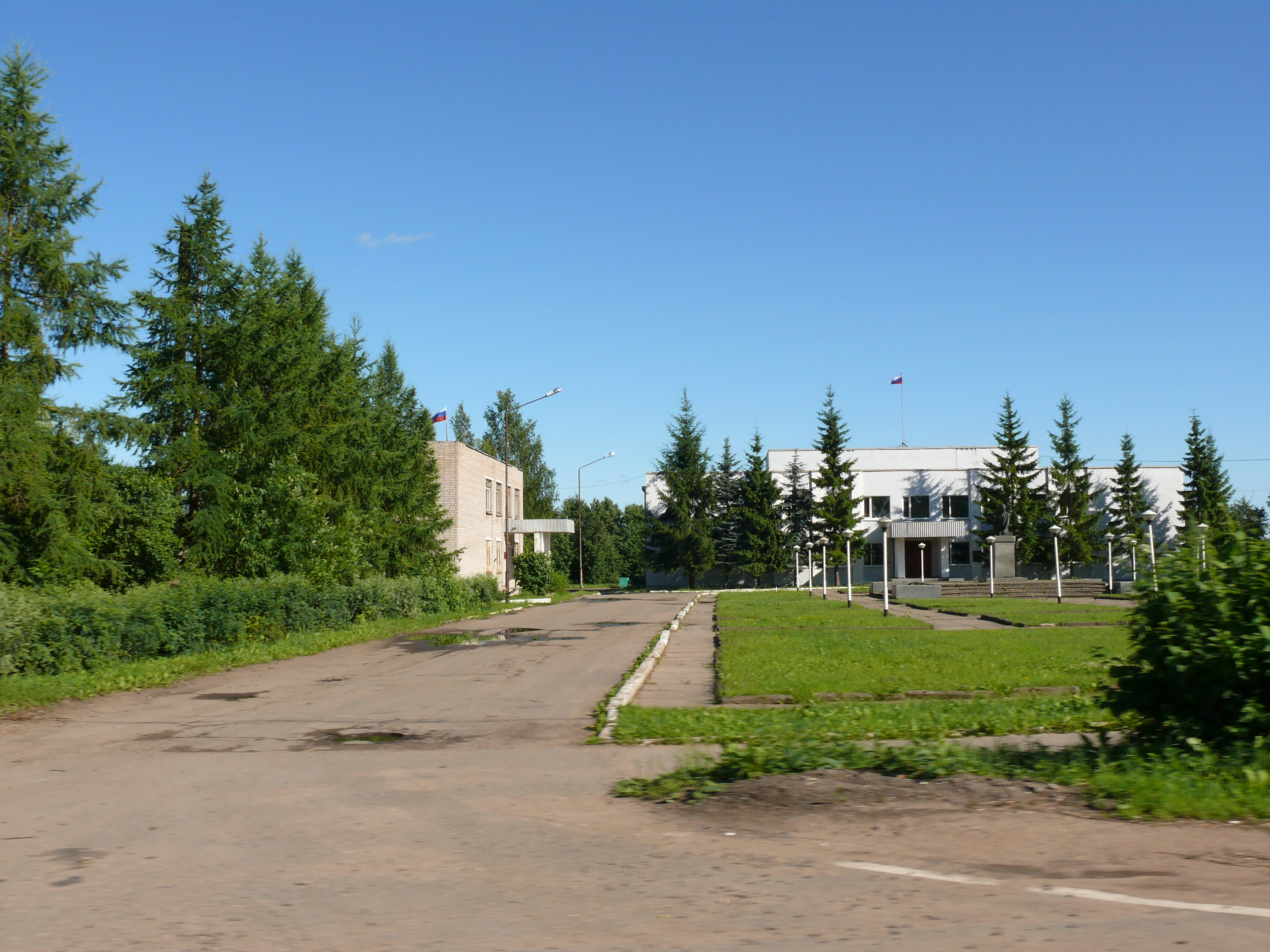
Здание Администрации Шимского района

Шимский район — административно-территориальная единица (район) и муниципальное образование (муниципальный район) в составе Новгородской области Российской Федерации.
Административный центр — рабочий посёлок Шимск.

## География
Площадь 1836,76 км².
На юге район граничит — с Солецким и Волотовским районами, его западная часть граничит с Псковской областью, на северо-западе с Ленинградской областью, а на севере — с Батецким и Новгородским районами.
Район располагается на берегу озера Ильмень, по его территории протекают реки — Шелонь, Мшага, Киба.

## История

### Средневековье
В 1471 году на реке Шелонь (в районе деревни Скирино(Велебицы), Солецкий район) произошло решающее сражение — Шелонская битва, в котором московские войска Ивана III одержали победу над новгородцами. В селе Коростынь был подписан мирный договор между Москвой и Новгородом, который положил начало основанию единого централизованного русского государства.

### Предыстория
До конца 1926 года эта территория входила в состав Шимской и Медведской волостей Новгородского уезда и Уторгошской волости Лужского уезда, а прежде:
- до 1708 года в составе Шелонской пятины Земли Новгородской (в 1478 году присоединена к Московской Руси).
- с 1708 года в составе Ингерманландской губернии.
- с 1727 года в составе Новгородской губернии.
- с 1917 года в составе Петроградской (Ленинградской) губернии
- с 1926 года в составе Северо-Западной области; с 1 января 1927 года — Северо-Западная область была переименована в Ленинградскую, и в ней были образованы в числе прочих Уторгошский район Лужского округа из 26 сельсоветов Уторгошской волости Лужского уезда и 13 сельсоветов Михайловской волости Лужского уезда с центром в селе Уторгош, а также Медведский, Новгородский и Солецкий районы Новгородского округа.

С 23 июля 1930 года — округа были упразднены и районы стали подчинены непосредственно Леноблисполкому. Постановлением Президиума ВЦИК от 20 сентября 1931 года были упразднены Медведский и Уторгошский районы: Медведский — был присоединён к Новгородскому, а Уторгошский присоединён к Солецкому району.

### Собственно история района
Постановлением Президиума ВЦИК от 15 февраля 1935 года был вновь образован Уторгошский район, в составе прежних 17 сельсоветов, выделенных из Солецкого района, а также был впервые образован Шимский район в составе Ленинградской области за счёт разукрупнения трёх районов области: Новгородского (Голинский сельсовет, Горноверетьевский сельсовет, Медведский сельсовет, Менюшский сельсовет, Теребутицкий сельсовет и Шимский сельсовет), Солецкого (Большеугородский сельсовет, Высоковский сельсовет, Любынский сельсовет, Мшагский сельсовет, Нижнеприхонский сельсовет и Угловский сельсовет) и Старорусского районов (Веряжский сельсовет, Витонский сельсовет, Горцевский сельсовет, Подгощский сельсовет и Псижский сельсовет). С августа 1941 года по февраль 1944 года территория района была оккупирована немецко-фашистскими войсками. В период Великой Отечественной войны на территории области административно-территориальное деление не изменялось. При оккупации немецко-фашистские захватчики включали эту территорию в так называемую Ингерманландскую губернию, но вооружённое местное население при помощи партизан 5-й бригады изгнало немцев из многих сел и деревень.
Указом Президиума Верховного Совета СССР от 5 июля 1944 года была образована Новгородская область, Уторгошский и Шимский районы вошли в её состав.
8 июня 1954 года в Шимском районе были упразднены Большеугородский, Горцевский, Менюшский, Нижнеприхонский, Псижский,
Теребутицкий и Угловский с/с.
29 апреля 1958 года был восстановлен Псижский с/с.
1 июня 1959 года был упразднён Мшагский с/с. 17 января 1961 года был упразднён Голинский с/с. 14 января 1963 года был упразднён Большевитонский с/с.
В 1963 году Шимский район был упразднён с передачей территории в Солецкий и Старорусский сельские районы. Указом Президиума ВС РСФСР от 12 января 1965 года сельские районы преобразованы в административно-территориальные районы.
1 февраля 1973 года Указом Президиума ВС РСФСР был воссоздан Шимский район, из части территории Солецкого района в составе 10 сельсоветов (Высоковский, Горно-Веретьевский, Городищенский, Краснодворский, Любынский, Медведский, Подгощский, Турско-Горский, Уторгошский и Шимский) и Веряжского сельсовета Старорусского района.
Решением Новгородского облисполкома от 17 октября 1977 г. № 469 в Шимском районе был образован Борский сельсовет из части Шимского сельсовета, а деревня Теребутицы из Шимского сельсовета передана в Медведский сельсовет.
Решением Новгородского облисполкома № 187 от 5 мая 1978 года к селу Шимск были присоединены населённые пункты Задорожье, Заречье и Орловка.
В соответствии с решением Новгородского облисполкома № 44 от 5 февраля 1981 года райцентр — село Шимск было
отнесено к категории рабочих посёлков, а Шимский сельсовет был преобразован в Шимский поселковый Совет.
Решением Новгородского облисполкома от 11 февраля 1982 г. № 82 был образован новый — Старомедведский сельсовет из части Медведского сельсовета.

## Население
| 1939    | 1959    | 1979    | 1989    | 2002    | 2009    | 2010    | 2012    | 2013    |
| ------- | ------- | ------- | ------- | ------- | ------- | ------- | ------- | ------- |
| 31 808  | ↘15 259 | ↘14 174 | ↘13 477 | ↘13 312 | ↘11 763 | ↘11 750 | ↗11 850 | ↗11 901 |
| 2014    | 2015    | 2016    | 2017    | 2018    | 2018    | 2019    | 2020    | 2021    |
| ↘11 852 | ↘11 666 | ↘11 546 | ↗11 558 | ↘11 361 | →11 361 | ↘11 177 | ↘10 965 | ↘9241   |

### Урбанизация
В городских условиях (рабочий посёлок Шимск) проживают 36,24 % населения района.

### Национальный состав
По итогам переписи населения 2020 года проживали следующие национальности (национальности менее 0,1 % и другое, см. в сноске к строке «Другие»):
| Национальность | Численность, чел. | Доля     |
| -------------- | ----------------- | -------- |
| Русские        | 8434              | 91,27 %  |
| Таджики        | 115               | 1,24 %   |
| Цыгане         | 76                | 0,82 %   |
| Украинцы       | 69                | 0,75 %   |
| Чеченцы        | 58                | 0,63 %   |
| Армяне         | 43                | 0,47 %   |
| Татары         | 42                | 0,45 %   |
| Белорусы       | 25                | 0,27 %   |
| Узбеки         | 22                | 0,24 %   |
| Табасараны     | 11                | 0,12 %   |
| Мордва         | 11                | 0,12 %   |
| Другие         | 335               | 3,62 %   |
| Итого          | 9241              | 100,00 % |

## Административно-муниципальное устройство
В Шимский район в рамках административно-территориального устройства входит 4 поселения как административно-территориальные единицы области, в том числе Шимское с центром в посёлке городского типа (рабочем посёлке) Шимск.
В рамках муниципального устройства, одноимённый Шимский муниципальный район включает 4 муниципальных образования, в том числе 1 городское поселение и 3 сельских поселения:
| № | Муниципальное образование      | Административный центр          | Количество населённых пунктов | Население (чел.) | Площадь (км²) |
| - | ------------------------------ | ------------------------------- | ----------------------------- | ---------------- | ------------- |
| 1 | Шимское городское поселение    | рабочий посёлок Шимск           | 24                            | ↘4633            | 318,90        |
| 2 | Медведское сельское поселение  | село Медведь                    | 25                            | ↘1658            | 579,66        |
| 3 | Подгощское сельское поселение  | село Подгощи                    | 39                            | ↘1512            | 340,00        |
| 4 | Уторгошское сельское поселение | железнодорожная станция Уторгош | 39                            | ↘1438            | 598,20        |

Областным законом от 11 ноября 2005 года № 559-ОЗ на территории района было образовано 8 поселений как административно-территориальных единиц области. 1 января 2006 года в рамках муниципального устройства Областным законом от 17 января 2005 года N 398-ОЗ на территории муниципального района было образовано 8 муниципальных образований: одно городское и 7 сельских поселений.
12 апреля 2010 года вступил в силу областной закон № 728-ОЗ, сокративший число сельских поселений (поселений) района: были упразднены Борское и Коростынское (в пользу Шимского), Краснодворское (в пользу Подгощского), Городищенское (в пользу Уторгошского) сельские поселения (поселения).

### Населённые пункты
В Шимском районе 127 населённых пунктов.
| №   | Населённый пункт    | Тип                     | Население | Муниципальное образование      |
| --- | ------------------- | ----------------------- | --------- | ------------------------------ |
| 1   | Бараново            | деревня                 | 6         | Подгощское сельское поселение  |
| 2   | Белец               | деревня                 | 10        | Шимское городское поселение    |
| 3   | Бологово            | деревня                 | ↘8        | Уторгошское сельское поселение |
| 4   | Большая Витонь      | деревня                 | 57        | Шимское городское поселение    |
| 5   | Большая Уторгош     | деревня                 | ↘125      | Уторгошское сельское поселение |
| 6   | Большие Березицы    | деревня                 | 31        | Уторгошское сельское поселение |
| 7   | Большие Угороды     | деревня                 | 68        | Медведское сельское поселение  |
| 8   | Бор                 | деревня                 | 298       | Шимское городское поселение    |
| 9   | Борок               | деревня                 | 0         | Уторгошское сельское поселение |
| 10  | Буйно               | деревня                 | 17        | Уторгошское сельское поселение |
| 11  | Ванец               | деревня                 | 15        | Медведское сельское поселение  |
| 12  | Верещино            | деревня                 | 50        | Подгощское сельское поселение  |
| 13  | Верхний Прихон      | деревня                 | 289       | Медведское сельское поселение  |
| 14  | Веряжа              | деревня                 | 142       | Шимское городское поселение    |
| 15  | Вешка               | деревня                 | 8         | Медведское сельское поселение  |
| 16  | Взглядово           | деревня                 | 2         | Подгощское сельское поселение  |
| 17  | Взъезды             | деревня                 | 35        | Медведское сельское поселение  |
| 18  | Вирки               | деревня                 | 1         | Уторгошское сельское поселение |
| 19  | Водосы              | деревня                 | 95        | Уторгошское сельское поселение |
| 20  | Волошино            | деревня                 | 13        | Подгощское сельское поселение  |
| 21  | Высоково            | деревня                 | 16        | Медведское сельское поселение  |
| 22  | Глинско             | деревня                 | ↘3        | Уторгошское сельское поселение |
| 23  | Голино              | деревня                 | 75        | Шимское городское поселение    |
| 24  | Гора                | деревня                 | ↘10       | Уторгошское сельское поселение |
| 25  | Горное Веретье      | деревня                 | 45        | Медведское сельское поселение  |
| 26  | Городище            | деревня                 | 168       | Уторгошское сельское поселение |
| 27  | Гороховище          | деревня                 | 5         | Уторгошское сельское поселение |
| 28  | Горцы               | деревня                 | 150       | Подгощское сельское поселение  |
| 29  | Добрыни             | деревня                 | ↘10       | Уторгошское сельское поселение |
| 30  | Дубовицы            | деревня                 | 7         | Шимское городское поселение    |
| 31  | Дуброво             | деревня                 | 57        | Подгощское сельское поселение  |
| 32  | Жары                | деревня                 | 8         | Подгощское сельское поселение  |
| 33  | Закибье             | деревня                 | 199       | Медведское сельское поселение  |
| 34  | Заполье             | деревня                 | 8         | Шимское городское поселение    |
| 35  | Заречье             | деревня                 | 9         | Медведское сельское поселение  |
| 36  | Захонье             | деревня                 | 12        | Подгощское сельское поселение  |
| 37  | Звад                | деревня                 | 23        | Уторгошское сельское поселение |
| 38  | Иваньково           | деревня                 | 20        | Подгощское сельское поселение  |
| 39  | Ильмень             | деревня                 | 10        | Шимское городское поселение    |
| 40  | Казовицы            | деревня                 | ↘24       | Уторгошское сельское поселение |
| 41  | Калинница           | деревня                 | 6         | Шимское городское поселение    |
| 42  | Клевенец            | деревня                 | 3         | Медведское сельское поселение  |
| 43  | Князево             | деревня                 | 7         | Подгощское сельское поселение  |
| 44  | Коломо              | деревня                 | 7         | Подгощское сельское поселение  |
| 45  | Комарово            | деревня                 | ↘6        | Уторгошское сельское поселение |
| 46  | Конопле             | деревня                 | 1         | Шимское городское поселение    |
| 47  | Коростынь           | деревня                 | 403       | Шимское городское поселение    |
| 48  | Корчищи             | деревня                 | 0         | Шимское городское поселение    |
| 49  | Костково            | деревня                 | 4         | Медведское сельское поселение  |
| 50  | Красный Двор        | деревня                 | 304       | Подгощское сельское поселение  |
| 51  | Крёкшина Горка      | деревня                 | 0         | Уторгошское сельское поселение |
| 52  | Кчеры               | разъезд                 | 0         | Уторгошское сельское поселение |
| 53  | Ладощино            | деревня                 | 4         | Подгощское сельское поселение  |
| 54  | Листовка            | деревня                 | 1         | Уторгошское сельское поселение |
| 55  | Лонно               | деревня                 | ↘14       | Уторгошское сельское поселение |
| 56  | Луки                | деревня                 | 9         | Подгощское сельское поселение  |
| 57  | Лучки               | деревня                 | 9         | Уторгошское сельское поселение |
| 58  | Любач               | деревня                 | 22        | Медведское сельское поселение  |
| 59  | Любонё              | деревня                 | 3         | Уторгошское сельское поселение |
| 60  | Любыни              | деревня                 | 155       | Подгощское сельское поселение  |
| 61  | Людятино            | деревня                 | ↘39       | Уторгошское сельское поселение |
| 62  | Маковище            | деревня                 | 3         | Шимское городское поселение    |
| 63  | Малая Витонь        | деревня                 | 32        | Шимское городское поселение    |
| 64  | Малая Уторгош       | деревня                 | ↘90       | Уторгошское сельское поселение |
| 65  | Малиновка           | деревня                 | 9         | Шимское городское поселение    |
| 66  | Малое Городище      | деревня                 | ↘17       | Уторгошское сельское поселение |
| 67  | Малые Березицы      | деревня                 | 3         | Уторгошское сельское поселение |
| 68  | Малые Угороды       | деревня                 | 24        | Медведское сельское поселение  |
| 69  | Медведь             | село                    | 951       | Медведское сельское поселение  |
| 70  | Межник              | деревня                 | 35        | Медведское сельское поселение  |
| 71  | Менюша              | деревня                 | 220       | Медведское сельское поселение  |
| 72  | Мстонь              | деревня                 | 84        | Шимское городское поселение    |
| 73  | Муравьи             | деревня                 | 10        | Подгощское сельское поселение  |
| 74  | Мшага Воскресенская | деревня                 | 71        | Шимское городское поселение    |
| 75  | Мшага Ямская        | деревня                 | 140       | Шимское городское поселение    |
| 76  | Мясково             | деревня                 | ↘2        | Уторгошское сельское поселение |
| 77  | Нижний Прихон       | деревня                 | 38        | Медведское сельское поселение  |
| 78  | Низова              | деревня                 | 11        | Уторгошское сельское поселение |
| 79  | Николаевка          | деревня                 | 5         | Подгощское сельское поселение  |
| 80  | Новое Веретье       | деревня                 | 89        | Медведское сельское поселение  |
| 81  | Новоселье           | деревня                 | 77        | Подгощское сельское поселение  |
| 82  | Оболицко-1          | деревня                 | 41        | Подгощское сельское поселение  |
| 83  | Оболицко-2          | деревня                 | 6         | Подгощское сельское поселение  |
| 84  | Обольха             | деревня                 | 29        | Подгощское сельское поселение  |
| 85  | Оспино              | деревня                 | 0         | Шимское городское поселение    |
| 86  | Острова             | деревня                 | 15        | Подгощское сельское поселение  |
| 87  | Панютино            | деревня                 | 0         | Подгощское сельское поселение  |
| 88  | Пески               | деревня                 | ↘32       | Уторгошское сельское поселение |
| 89  | Плосково            | деревня                 | ↘12       | Уторгошское сельское поселение |
| 90  | Подгощи             | село                    | 502       | Подгощское сельское поселение  |
| 91  | Подмошье            | деревня                 | ↘9        | Уторгошское сельское поселение |
| 92  | Подоклинье          | деревня                 | 13        | Подгощское сельское поселение  |
| 93  | Подолье             | деревня                 | 3         | Подгощское сельское поселение  |
| 94  | Поясниково          | деревня                 | 4         | Подгощское сельское поселение  |
| 95  | Правдуха            | деревня                 | 0         | Подгощское сельское поселение  |
| 96  | Прусско             | деревня                 | 13        | Уторгошское сельское поселение |
| 97  | Раглицы             | деревня                 | 27        | Медведское сельское поселение  |
| 98  | Радошка             | деревня                 | 0         | Уторгошское сельское поселение |
| 99  | Райцы               | деревня                 | 5         | Подгощское сельское поселение  |
| 100 | Речка               | деревня                 | 10        | Подгощское сельское поселение  |
| 101 | Ручьи               | деревня                 | 4         | Шимское городское поселение    |
| 102 | Ручьи               | деревня                 | 16        | Подгощское сельское поселение  |
| 103 | Рямешка             | деревня                 | 44        | Уторгошское сельское поселение |
| 104 | Северная Поляна     | деревня                 | 22        | Шимское городское поселение    |
| 105 | Солоницко           | деревня                 | 69        | Подгощское сельское поселение  |
| 106 | Сосенка             | деревня                 | 12        | Медведское сельское поселение  |
| 107 | Сосницы             | деревня                 | 52        | Подгощское сельское поселение  |
| 108 | Сосновый Бор        | деревня                 | 5         | Уторгошское сельское поселение |
| 109 | Стаи                | деревня                 | 8         | Уторгошское сельское поселение |
| 110 | Старое Веретье      | деревня                 | 29        | Медведское сельское поселение  |
| 111 | Старый Медведь      | деревня                 | ↘235      | Медведское сельское поселение  |
| 112 | Старый Шимск        | деревня                 | 112       | Шимское городское поселение    |
| 113 | Сущёво              | деревня                 | 3         | Подгощское сельское поселение  |
| 114 | Теребутицы          | деревня                 | 94        | Шимское городское поселение    |
| 115 | Турская Горка       | деревня                 | ↘117      | Уторгошское сельское поселение |
| 116 | Углы                | деревня                 | 79        | Подгощское сельское поселение  |
| 117 | Усполонь            | деревня                 | 59        | Подгощское сельское поселение  |
| 118 | Уторгош             | железнодорожная станция | ↘1091     | Уторгошское сельское поселение |
| 119 | Ушно                | деревня                 | 9         | Медведское сельское поселение  |
| 120 | Хотыня              | деревня                 | ↘3        | Уторгошское сельское поселение |
| 121 | Чудско              | деревня                 | 1         | Уторгошское сельское поселение |
| 122 | Шарок               | деревня                 | 11        | Медведское сельское поселение  |
| 123 | Шелонь              | деревня                 | 6         | Подгощское сельское поселение  |
| 124 | Шимск               | рабочий посёлок         | ↘3349     | Шимское городское поселение    |
| 125 | Щелино              | деревня                 | 5         | Медведское сельское поселение  |
| 126 | Щипицы              | деревня                 | 4         | Подгощское сельское поселение  |
| 127 | Якшино              | деревня                 | 7         | Подгощское сельское поселение  |

## Экономика

### Промышленность
Производство хлебобулочных изделий:
- ООО "Ален+" Шимский хлебозавод
- ИП Товмасян Г.М.

Производство целлюлозно-бумажное  (издание газет):
- Шимское подразделение ОГУ "АИК"

Производство строительной облицовочной плитки:
- ООО "Шимское ДЭП"

Производство травмобезопасной плитки:
- ИП Иванов И.В.

Лесозаготовительные предприятия:
- ООО «Алёна»
- ИП Чухненков В.Е.
- ООО "Сезон удачи"

Переработка льна:
- ООО «Уторгошский льнозавод»

Производство минеральной и столовой воды:
- ООО «Общество производителей питьевой воды»

Добыча и обработка природного камня:
- ООО «Шимское ДЭП»
- ООО «Север»

### Сельское хозяйство
- 7 сельскохозяйственных предприятий
- 40 крестьянских хозяйств
- более 5 тысяч личных подсобных хозяйств

## Транспорт
Через район проходят
- шоссе Р52, А116 (Новгород — Псков)
- шоссе Р51 Шимск—Старая Русса—Холм—Великие Луки
- железная дорога Санкт-Петербург—Дно—(Киев, Минск, Псков, Кишинёв)

Имеется железнодорожная станция в посёлке Уторгош.

## Культура
- Шимская детская школа искусств. Имеет филиалы на железнодорожной станции Уторгош и селе Медведь.
- Шимская централизованная библиотечная система:
  - районная библиотека с центром правовой и деловой информации
  - детская библиотека
  - 12 сельских филиалов
- Шимская централизованная культурно-досуговая система: Шимский районный Дом культуры, Шимский Дом ремесел и народного творчества, Шимский музей, Шимский центр патриотического воспитания и организации досуга подростков и молодежи, 13 сельских Домов культуры
- Медведский народный театр (образован в 1898 году при пожарной дружине села Медведь местной интеллигенцией, имеет звание народного с 1963 года).

Традиционные праздники в районе:
- праздник посёлка Шимск (август)
- праздник села Медведь Иоанна и Иакова в деревне Менюша ( 7 июля)

## Достопримечательности

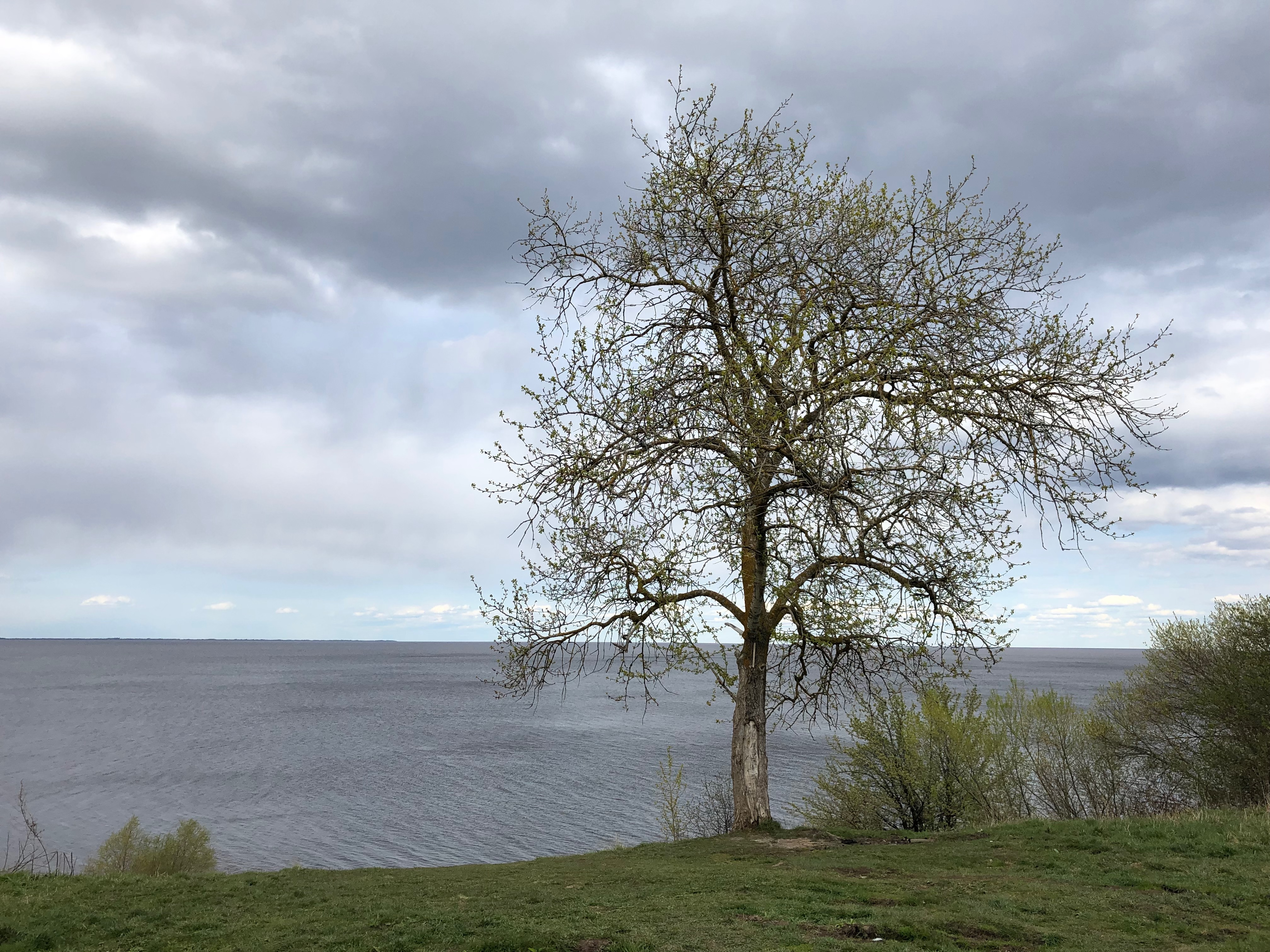
Озеро Ильмень

- Озеро Ильменьв деревне  Коростынь на берегу  озера Ильмень  расположены:  Путевой дворец (1826—1828, архитектор В. П. Стасов) и церковь Успения Пресвятой Богородицы (1726) (проект Гаэтано Кавьери)
- Казармы 1 и 2 карабинерских полков  в селе Медведь (Аракчеевские казармы)
- Памятное место пребывания японских военнопленных  в с. Медведь
- Родовая усыпальница князей Васильчиковых в д. Бор
- Церковь Иоанна и Иакова в д. Менюша
- На территории района расположен природный заповедник, особо охраняемая природная территория — Ильменский глинт.